# امیلی فالزر
امیلی فالزر (انگلیسی: Emily Pfalzer؛ زادهٔ ۱۴ ژوئن ۱۹۹۳) بازیکن هاکی روی یخ اهل ایالات متحده آمریکا است.